# American Association (1882-91)
 For alternative betydninger, se American Association. (Se også artikler, som begynder med American Association)
American Association var en Major League Baseball-liga, der eksisterede i 10 sæsoner fra 1882 til 1891. I den periode kæmpede ligaen med National League om den dominerende position inden for professionel baseball. Vinderen af American Association spillede i syv af sæsonerne mod vinderen af National League i en forløber for nutidens World Series.
American Association (AA) skilte sig på flere måder ud fra hvad den selv betragtede som den puritanske National League. Den nye liga etablerede hold i byer, som National League-lederne nedsættende kaldte "river cities" på grund deres angiveligt lavere moral og social status, herunder Pittsburgh, Cincinnati, Louisville og St. Louis.
AA opererede med lavere billetpriser og mere liberal alkoholpolitik end National League. På et møde den 8. november 1881 på Gibson House i Cincinnati blev det besluttet, at hvert enkelt hold i den nydannede liga selv kunne føre sin egen forretning og selv fastsætte sine billetpriser. Aftalen fik navnet guarantee system. På den tid forbød National League salg af alkohol på sine stadioner, mens American Association ikke havde sådanne restriktioner, især fordi adskillige af dens hold blev støttet af bryggerier og destillerier. American Association blev kendt som "The Beer and Whiskey League", endnu en nedsættende betegnelse anvendt af National League-tilhængerne, men som ikke så ud til at påvirke fansene af AA-holdene.
Fra 1884 til og med 1890 mødtes vinderne af American Association og National League i en tidlig udgave af nutidens World Series. Disse tidlige serier var mindre organiserede i forhold til nutidens serier, og antallet af kampe varierede mellem tre og femten, og serierne i 1885 og 1890 endte uafgjort. National League-holdene vandt fire af serierne, mens AA-holdene kun vandt én, i 1886 hvor St. Louis Browns besejrede Chicago White Stockings.
I løbet af sin levetid blev American Association svækket af flere faktorer. Vigtigst var formentlig holdenes tendens til at skifte over til National League, der som den stærkere liga bedre var i stand til at overleve kritiske omstændigheder. F.eks. vandt Brooklyn Bridegrooms AA-mesterskabet i 1889, skiftede derefter til National League, og gentog derefter triumfen året efter. Men det betydeligste slag, der medvirkede til at fælde ligaen, var formentlig oprettelsen af Players' League i 1890, som tappede American Association for talenter og billetindtægter. 
Resterne af American Association lever videre i de hold, der skiftede til National League og som stadig eksisterer. Pittsburgh Pirates skiftede til NL efter 1886-sæsonen, Brooklyn Bridegrooms og Cincinnati Reds efter 1889-sæsonen, og St. Louis Browns efter den sidste AA-sæson i 1891. Efter omorganiseringen og indskrænkningen af National League fra tolv til otte hold i 1900 var halvdelen af de otte tilbageværende hold tidligere medlemmer af American Association. Flere af AA-holdenes hjemmebaner overlevede indtil 1960'erne.

## Tidslinje
- 1882: American Association oprettes med seks hold.
- 1883: American Association udvides til otte hold.
- 1884: American Association udvides til 12 hold som svar på truslen fra Union Association.
- 1885: American Association vender tilbage til otte hold.
- 1887: Pittsburgh Alleghenys forlader American Association for at blive optaget i National League.
- 1889: Cleveland Forest Citys forlader American Association for at blive optaget i National League.
- 1890: Cincinnati Red Stockings og Brooklyn Bridegrooms forlader American Association for at blive optaget i National League.
- 1892: Baltimore Orioles, Louisville Colonels, St. Louis Browns og Washington Senators bliver optaget i National League efter lukningen af American Association.

### Genoplivningsforsøg
I 1900 var der forsøg på at genoplive American Association efter at tre af de fire AA-hold, der var blevet optaget i National League i 1892, Baltimore Orioles, Washington Senators og Louisville Colonels, sammen med NL's Cleveland Spiders var blev droppet af National League. Forsøget endte med oprettelsen af American League.

## Mestre
| Sæson | Mesterhold               |
| ----- | ------------------------ |
| 1882  | Cincinnati Red Stockings |
| 1883  | Philadelphia Athletics   |
| 1884  | New York Metropolitans   |
| 1885  | St. Louis Browns         |
| 1886  | St. Louis Browns         |
| 1887  | St. Louis Browns         |
| 1888  | St. Louis Browns         |
| 1889  | Brooklyn Bridegrooms     |
| 1890  | Louisville Colonels      |
| 1891  | Boston Reds              |

## Hold
| Franchise                                | Sæsoner   | Hjemmebane(r)                                               | Titler | Noter                                           | Ref.                        |
| ---------------------------------------- | --------- | ----------------------------------------------------------- | ------ | ----------------------------------------------- | --------------------------- |
| Baltimore Orioles                        | 1882–1891 | Newington Park/Oriole Park I, II, III                       | 0      |                                                 | [ 3 ] [ 4 ] [ 5 ] [ 6 ]     |
| Cincinnati Red Stockings                 | 1882–1889 | Bank Street Grounds/League Park I                           | 1      | Findes stadig under navnet Cincinnati Reds      | [ 7 ] [ 8 ] [ 9 ]           |
| Louisville Colonels                      | 1882–1891 | Eclipse Park I                                              | 1      |                                                 | [ 10 ] [ 11 ]               |
| Philadelphia Athletics                   | 1882–1890 | Oakdale Park/Jefferson Street Grounds                       | 1      |                                                 | [ 12 ] [ 13 ] [ 14 ]        |
| Pittsburgh Alleghenys                    | 1882–1886 | Exposition Park I, II/Recreation Park                       | 0      | Findes stadig under navnet Pittsburgh Pirates   | [ 15 ] [ 16 ] [ 17 ]        |
| St. Louis Brown Stockings / Browns       | 1882–1891 | Sportsman's Park I                                          | 4      | Findes stadig under navnet St. Louis Cardinals  | [ 18 ] [ 19 ]               |
| Columbus Buckeyes                        | 1883–1884 | Recreation Park I                                           | 0      |                                                 | [ 20 ] [ 21 ]               |
| New York Metropolitans                   | 1883–1887 | Polo Grounds I/Metropolitan Park/St. George Cricket Grounds | 1      |                                                 | [ 22 ] [ 23 ] [ 24 ] [ 25 ] |
| Brooklyn Atlantics / Grays / Bridegrooms | 1884–1889 | Washington Park/Ridgewood Park II                           | 1      | Findes stadig under navnet Los Angeles Dodgers  | [ 26 ] [ 27 ] [ 28 ]        |
| Indianapolis Hoosiers                    | 1884      | Seventh Street Park I/Bruce Grounds                         | 0      |                                                 | [ 29 ] [ 30 ] [ 31 ]        |
| Richmond Virginians                      | 1884      | Allen Pasture                                               | 0      |                                                 | [ 32 ] [ 33 ]               |
| Toledo Blue Stockings                    | 1884      | League Park                                                 | 0      |                                                 | [ 34 ] [ 35 ]               |
| Washington Nationals                     | 1884      | Athletic Park                                               | 0      |                                                 | [ 36 ] [ 37 ]               |
| Cleveland Forest Citys                   | 1887–1889 | Kennard Street Park                                         | 0      |                                                 | [ 38 ] [ 39 ]               |
| Kansas City Cowboys                      | 1888–1889 | Association Park/Exposition Park                            | 0      |                                                 | [ 40 ] [ 41 ] [ 42 ]        |
| Columbus Solons                          | 1889–1891 | Recreation Park II                                          | 0      |                                                 | [ 43 ] [ 44 ]               |
| Brooklyn Gladiators                      | 1890      | Ridgewood Park II/Polo Grounds III                          | 0      |                                                 | [ 45 ] [ 28 ] [ 46 ]        |
| Rochester Broncos / Hop Bitters          | 1890      | Culver Field I/Polo Grounds III                             | 0      |                                                 | [ 47 ] [ 48 ]               |
| Syracuse Stars                           | 1890      | Star Park II                                                | 0      |                                                 | [ 49 ] [ 50 ]               |
| Toledo Maumees                           | 1890      | Speranza Park                                               | 0      |                                                 | [ 51 ] [ 52 ]               |
| Boston Reds                              | 1891      | Congress Street Grounds                                     | 1      | Skiftede fra Players' League efter 1890-sæsonen | [ 54 ] [ 55 ]               |
| Cincinnati Kelly's Killers               | 1891      | East End Park                                               | 1      | Kaldtes også Reds og Porkers                    | [ 56 ] [ 57 ]               |
| Milwaukee Brewers                        | 1891      | Athletic Park                                               | 0      |                                                 | [ 58 ] [ 59 ]               |
| Philadelphia Quakers / Athletics         | 1891      | Forepaugh Park                                              | 0      | Skiftede fra Players' League efter 1890-sæsonen | [ 60 ] [ 61 ]               |
| Washington Statesmen                     | 1891      | Boundary Field                                              | 0      |                                                 | [ 62 ] [ 63 ]               |

1. I 1884 blev Washington Statesmen i løbet af sæsonen erstattet af Richmond Virginians.
2. Før 1891-sæsonen blev Philadelphia Athletics erstattet af Philadelphia Quakers fra Players' League.
3. Cincinnati Kelly's Killers lukkede i løbet af 1891-sæsonen og blev erstattet af Milwaukee Brewers.

## Formænd
- H.D. McKnight (1882-85)
- Wheeler C. Wyckoff (1886-89)
- Zach Phelps (1890)
- Allan W. Thurman (1890-91)
- Louis Kramer (1891)
- Ed Renau (1891)
- Zach Phelps (1891)